# 秀丽槭
秀丽槭（学名：Acer elegantulum）是无患子科槭属的植物，为中国的特有植物。分布在中国大陆的江西、安徽、浙江等地，生长于海拔700米至1,000米的地区，多生长在疏林中，目前尚未由人工引种栽培。

## 异名
- Acer elegantulum Fang et P. L. Chiu var. macrurum Fang et P. L. Chiu